# Заречное
Заречное (на руски: Заречное) е село в Облученски район на Еврейската автономна област. Влиза в състава на Пашковското селище.

## География
Селото се намира на десния бряг на река Хинган.
Пътят към Заречное преминава по автомобилния път Облучие – Пашково, по мост през река Хинган.
Разстоянието до районния център, град Облучие, е около 28 км (нагоре по течението на Хинган), Разстоянието до Пашково е около 12 км (надолу по течението).

## История
Основано е през 1937 г. Първите 15 семейства пристигат от Волгоградска област. Дотогава на това място е имало затворници, които са строяли къщи, приготвяли дървен материал и експлоатирали помощни ферми. През същата година на местния колхоз и новообразуваното населено място е дадено името Сталиндорф. През следващите години пристигат преселници от Волгоградска, Курска и Житомирска области. През 1953 г. колхозът „Сталиндорф“ е преименуван на колхоз „20-о партийно събрание“. През 1962 г. селището Сталиндорф е преименувано на Заречное. През 1968 г. селата Заречное, Радде, Башурово и Пашково са обединени в совхоза „Пашковский“.
От 40-те години на 20 век до 2007 г. селото влиза в състава на Архаринския район на Амурска област.